# Деревнищи (Тверская область)
Деревнищи — опустевшая деревня в Кимрском районе Тверской области. Входит в состав Центрального сельского поселения.

## География
Находится в юго-восточной части Тверской области на расстоянии приблизительно 10 км на север по прямой от районного центра города Кимры в левобережной части района.

## История
Известна была с 1780-х годов, когда в ней было 9 дворов и принадлежала она Д. М. Зыкову. В 1859 году здесь (деревня Корчевского уезда Тверской губернии) было учтено 14 дворов, в 1887 — 25. Ныне имеет характер урочища.

## Население
Численность населения: 38 человек (1780-е годы), 95 (1859 год), 130 (1887), 0 как в 2002 году, так и в 2010.